# OKATO
OKATO (zkratka z Общероссийский Классификатор Административно-Территориальных Объектов – Obŝerossijskij klassifikator administrativno-territoriaľnyh ob"ektov) je zkratka Všeruského klasifikátora objektů administrativně-teritoriálního dělení.
OKATO je součástí „Jednotného systému klasifikace a kódovaní technicko-ekonomických a sociálních informací Ruské federace (ESKK)“. OKATO je určen k zajištění spolehlivosti, porovnatelnosti a na automatizované zpracovaní informací v klasifikaci administrativně-teritoriálního dělení v oblastech jako je statistika, ekonomika a další.